# Épégard
Épégard ist eine französische Gemeinde mit 529 Einwohnern (Stand: 1. Januar 2022) im Département Eure in der Region Normandie (vor 2016 Haute-Normandie). Die Gemeinde gehört zum Arrondissement Bernay (bis 2017: Arrondissement Évreux) und zum Kanton Le Neubourg. Die Einwohner werden Epégardais genannt.

## Geografie
Épégard liegt in Nordfrankreich etwa 26 Kilometer nordwestlich von Évreux. Umgeben wird Ecquetot von den Nachbargemeinden Le Bosc du Theil im Norden, Le Troncq im Osten und Nordosten, Iville im Osten, Vitot im Süden, Sainte-Opportune-du-Bosc im Westen und Südwesten sowie La Neuville-du-Bosc im Nordwesten.

## Bevölkerungsentwicklung
| Jahr                      | 1793 | 1851 | 1886 | 1921 | 1962 | 1968 | 1975 | 1982 | 1990 | 1999 | 2006 | 2013 |
| Einwohner                 | 703  | 629  | 408  | 221  | 255  | 261  | 258  | 340  | 416  | 406  | 415  | 551  |
| Quelle: Cassini und INSEE |      |      |      |      |      |      |      |      |      |      |      |      |

## Sehenswürdigkeiten

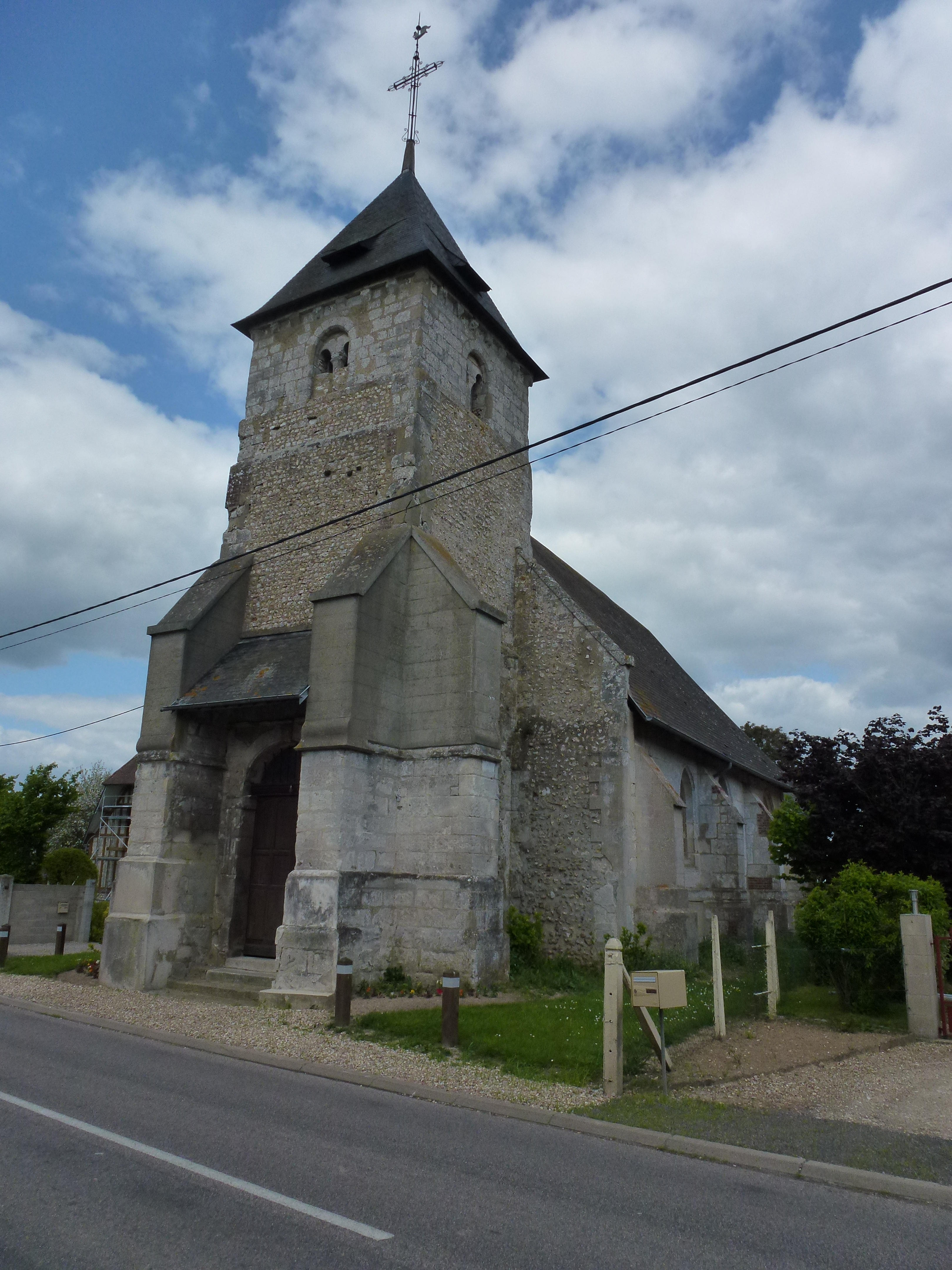
Kirche Saint-Riquier

- Kirche Saint-Riquier